# Otto Intze

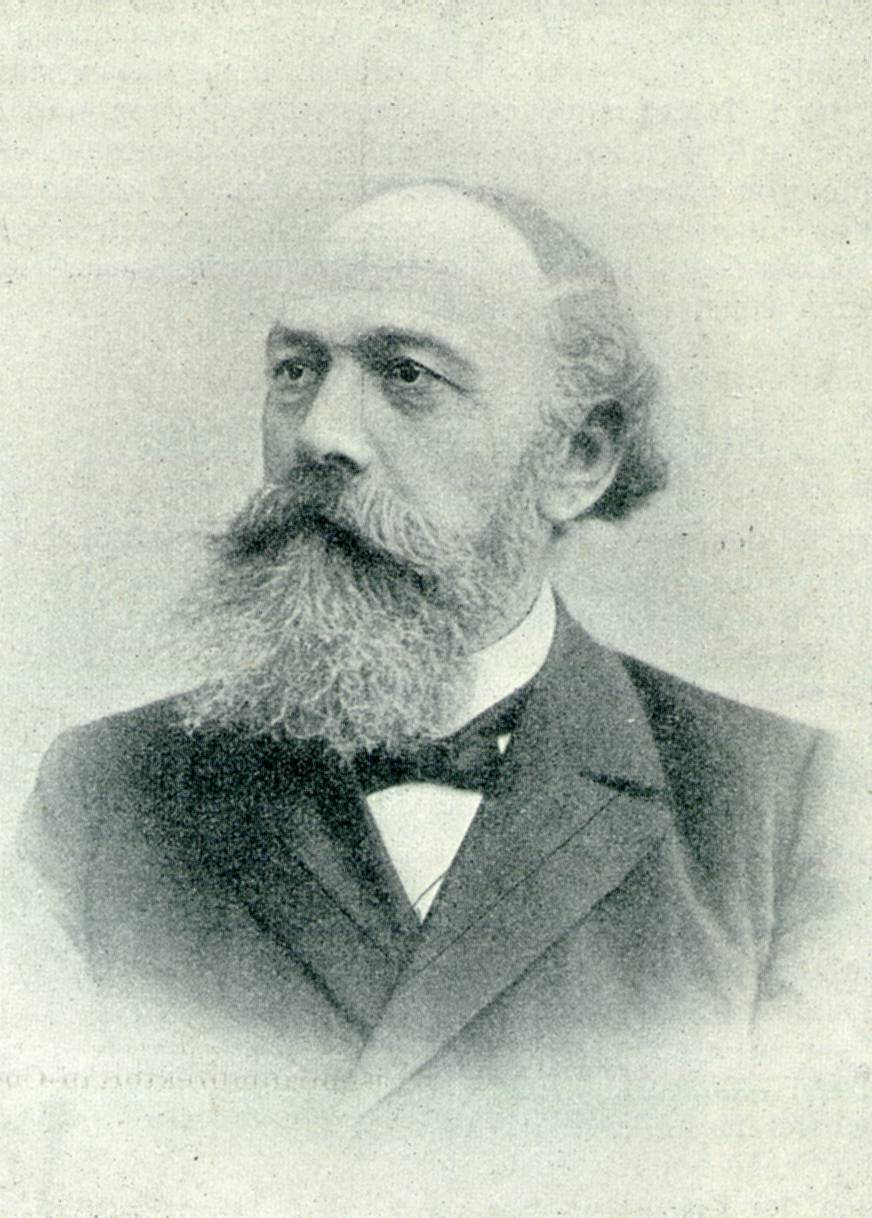
Otto Intze, Holzstich nach einer Fotolithografie von 1898

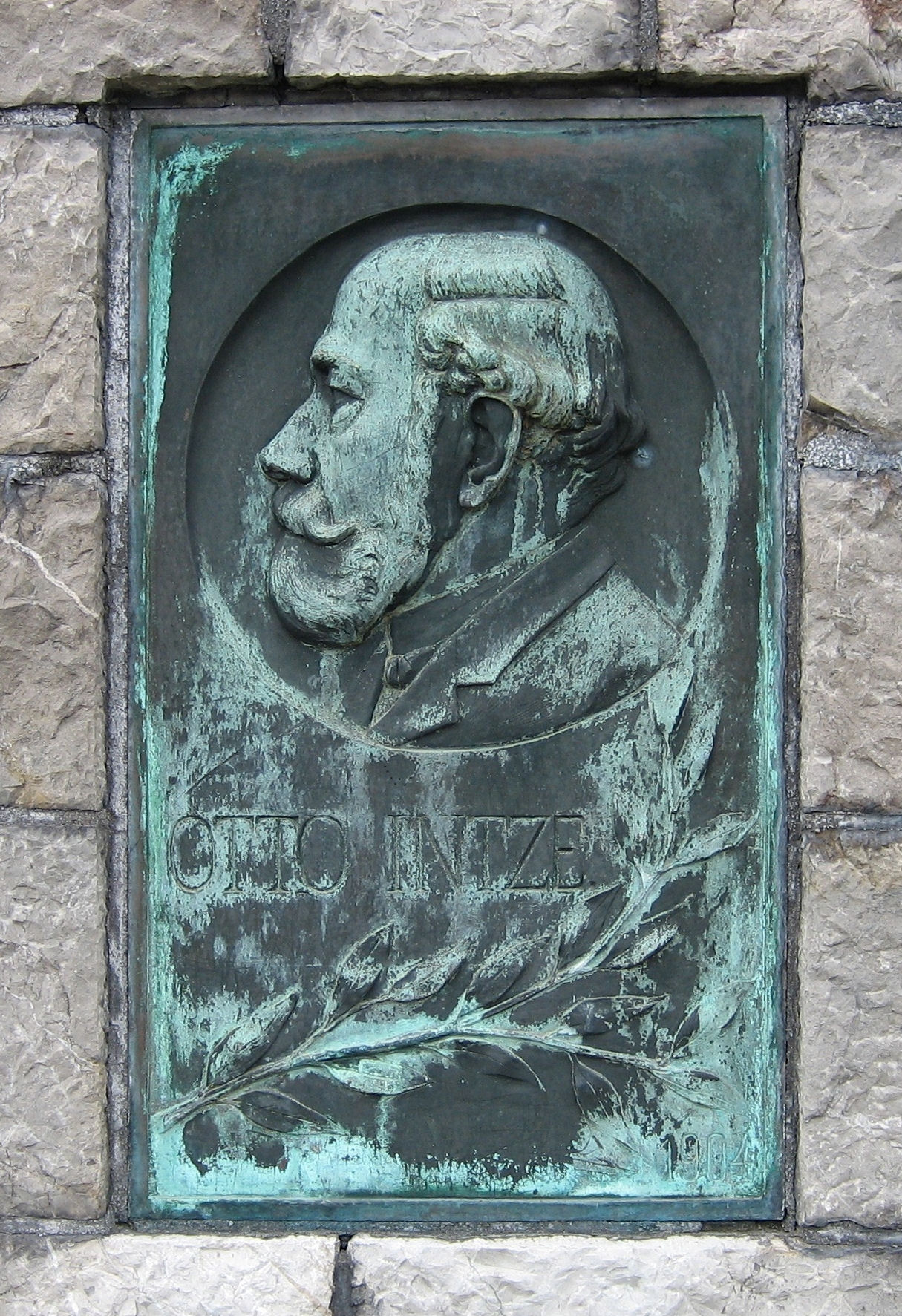
Bronzetafel an der Urfttalsperre

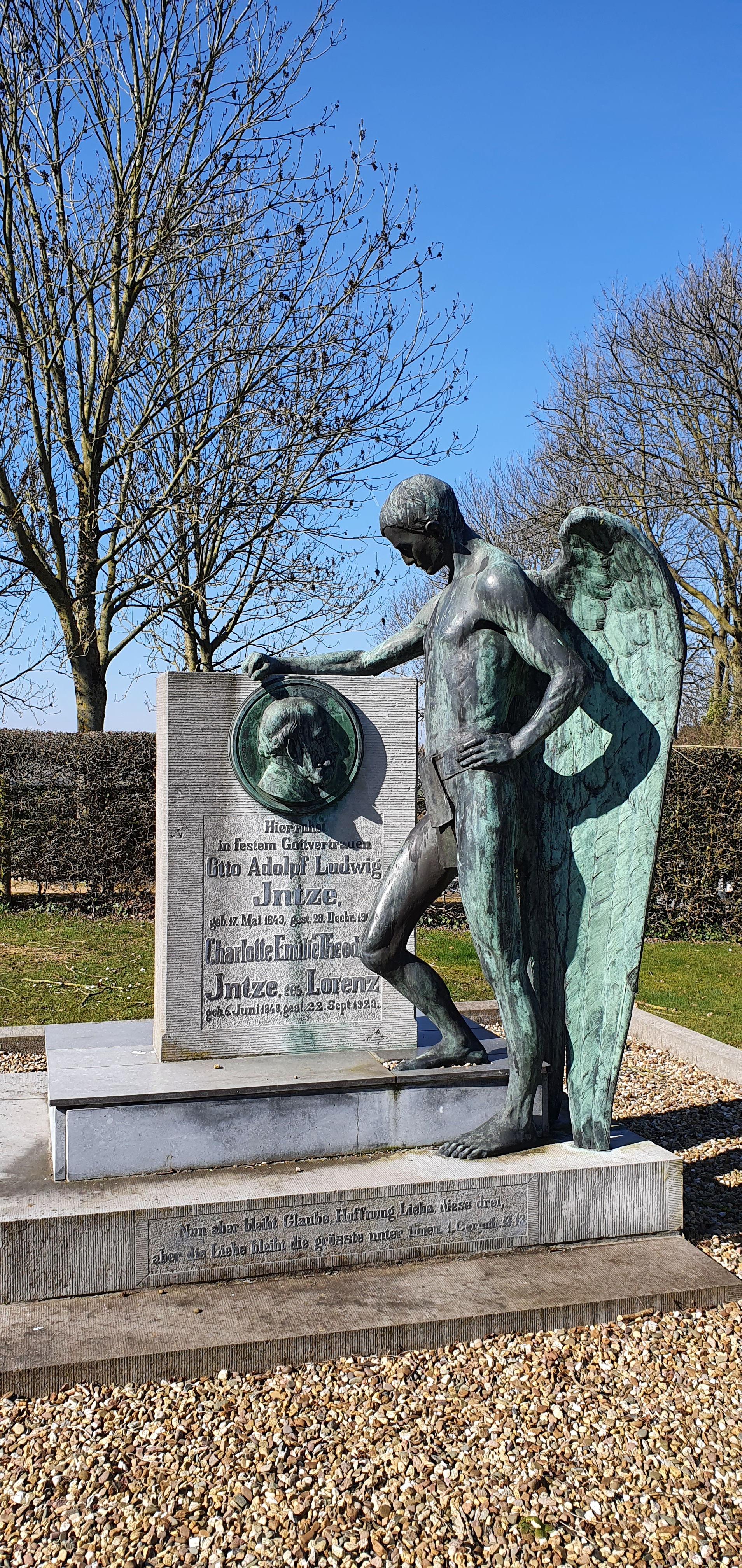
Grabstätte Otto Intze, Vaals

Otto Intze (* 17. Mai 1843 in Laage, Mecklenburg; † 28. Dezember 1904 in Aachen; vollständiger Name: Otto Adolf Ludwig Intze) war ein deutscher Bauingenieur und Hochschullehrer. Er lehrte als Professor für Wasserbau, Baukonstruktion und Baustofflehre an der Technischen Hochschule Aachen, deren Rektor er auch von 1895 bis 1898 war.

## Leben
Intzes Vater war praktischer Arzt und ermöglichte seinem Sohn eine technisch ausgerichtete Schulbildung auf einer Realschule. Nach erfolgreichem Abschluss bekam Intze mit 17 Jahren eine Anstellung bei einer britischen Gesellschaft, die in Russland, im heutigen Lettland, eine Eisenbahnlinie von Riga ins Landesinnere baute. Nach zweieinhalbjähriger Tätigkeit begann er im Herbst 1862 an der Polytechnischen Schule Hannover ein breit angelegtes Ingenieurstudium, das er 1866 als Jahrgangsbester abschloss.
Danach war er kurz als Lehrer an der Baugewerkschule Holzminden tätig, bevor er zur Hamburger Hafenverwaltung wechselte, wo er den Bau von Brücken, Kaimauern und Schleusen leitete. In dieser Position sah er sich hinreichend gesichert, um eine Familie zu gründen. Im Sommer 1868 heiratete er Charlotte Emilie Theodore Lorenz, mit der er vier Söhne und vier Töchter hatte.
Als August von Kaven, der als Professor für Straßen- und Eisenbahnbau einer der Lehrer Intzes in Hannover gewesen war, in Aachen eine „Polytechnische Schule“ für die damalige preußische Rheinprovinz aufbaute, holte er ihn als Dozent für Baukonstruktion und Wasserbau an die neue Anstalt. Im Jahr der Eröffnung, 1870, wurde Intze mit 27 Jahren zum Professor ernannt. Damit hatte sein Wanderleben ein Ende und es entstanden in den 1870er-Jahren  Intzes erste Fabrikbauten in Aachen, unter anderem für die Tuchfabrik Lochner und die Tuchfabrik Ritz & Vogel. Obwohl er später Berufungen an die Technischen Hochschulen Braunschweig, Berlin und München erhielt, blieb er bis an sein Lebensende in Aachen.
Intze hatte Weisung, auch als freischaffender Ingenieur tätig zu sein, um eine enge Verbindung von Theorie und Praxis herzustellen. In beiden Bereichen bewältigte er ein immenses Arbeitspensum. Noch voll im Berufsleben stehend erkrankte er im Herbst 1904 schwer. Er erholte sich nicht mehr und starb am 28. Dezember.
Intze war gläubiger Lutheraner. Da es im katholischen Aachen damals noch keine protestantische Kirche gab, besuchte er den Gottesdienst im niederländischen Nachbarort Vaals. Otto Intze fand zusammen mit seiner Frau seine letzte Ruhestätte auf dem Friedhof Nieuwe Hertogenweg in Vaals.

## Wasserhochbehälter

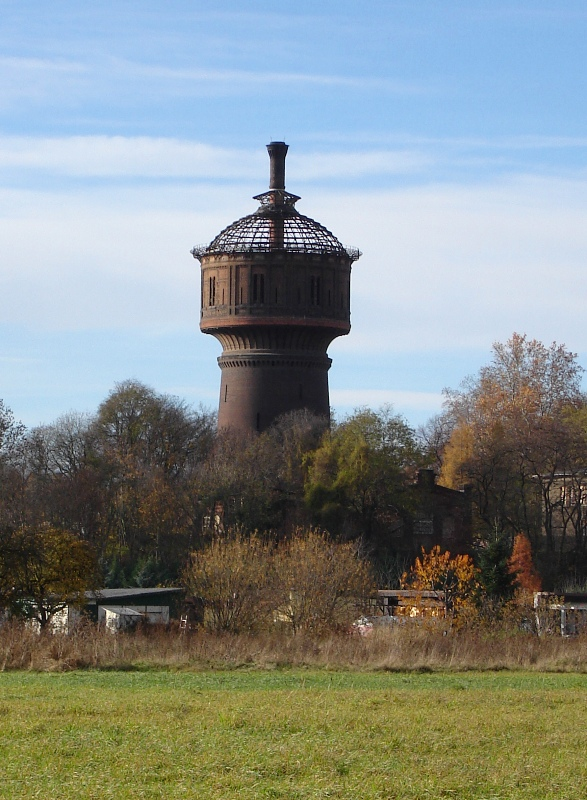
Nach dem Intze-Prinzip gebauter Salbker Wasserturm

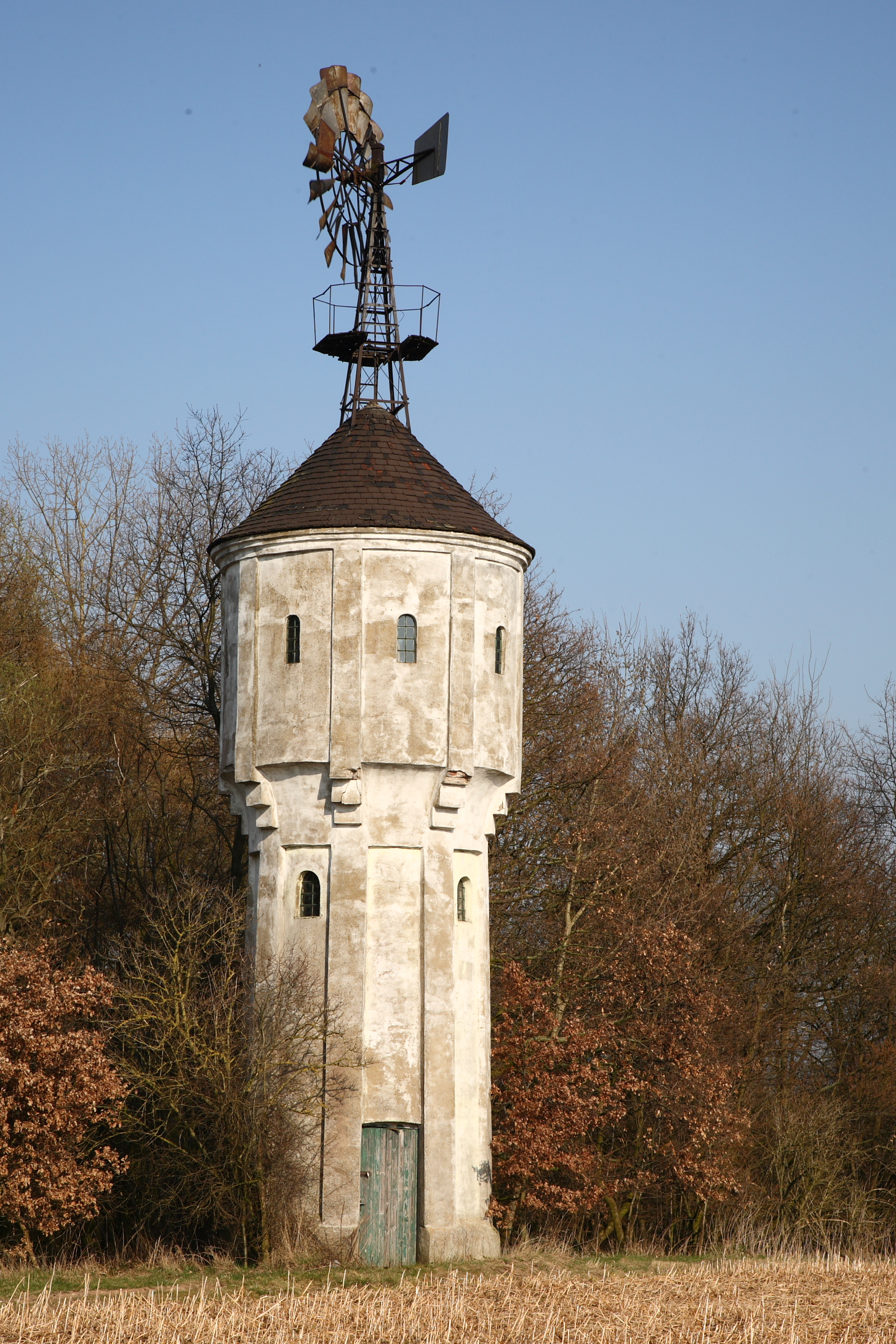
1904 errichteter Wasserturm mit Pumpenwindrad und Intze-Behälter bei Schweckhausen

Intze erkannte als einer der Ersten die Vorzüge von Stahl für die Konstruktion von Wasserbehältern auf Türmen. Sie wurden zunehmend benötigt, weil die Städte eine öffentliche Wasserversorgung aufbauten und auch die Dampflokomotiven aus Hochbehältern betankt werden mussten. Durch eine neuartige Formgebung – die von Intze konstruierten Behälter waren unten abgeschrägt und hatten keinen flachen, sondern einen nach oben gewölbten Boden – erreichte er, dass sich die horizontal wirkenden Kräfte gegeneinander aufhoben. So konnte der Tank auf einem relativ engen Kreisring gelagert werden, was wiederum den tragenden Turm schlanker und kostengünstiger machte.
Nach diesem patentierten Prinzip (dem ersten Intze-Prinzip, Wasserturm#Intze-Behälter) wurden bis 1900 in Deutschland, sowie im übrigen Europa und in Übersee, insgesamt 467 Wasser- und 74 Gasbehälter gebaut, der erste davon 1883 in Remscheid. Daneben entstanden unter Leitung Intzes noch rund 30 Fabrikbauten; außerdem entwarf er Luft-Zentralheizungen für große Gebäude und baute in der Eifel ein Dutzend eiserne Wasserräder für die Kleinindustrie.

## Talsperren

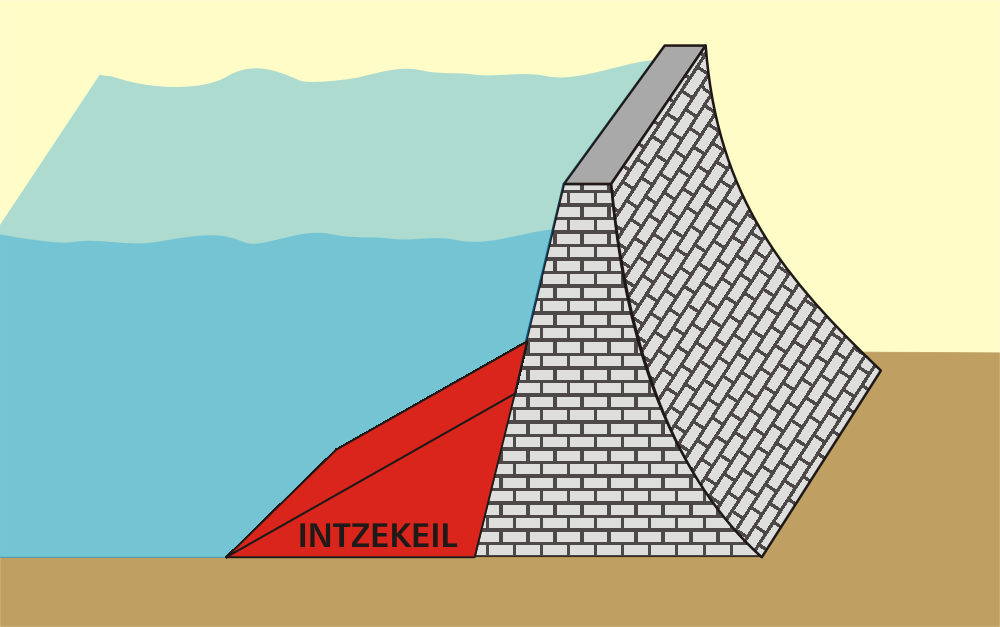
Der nach Otto Intze benannte Intze-Keil

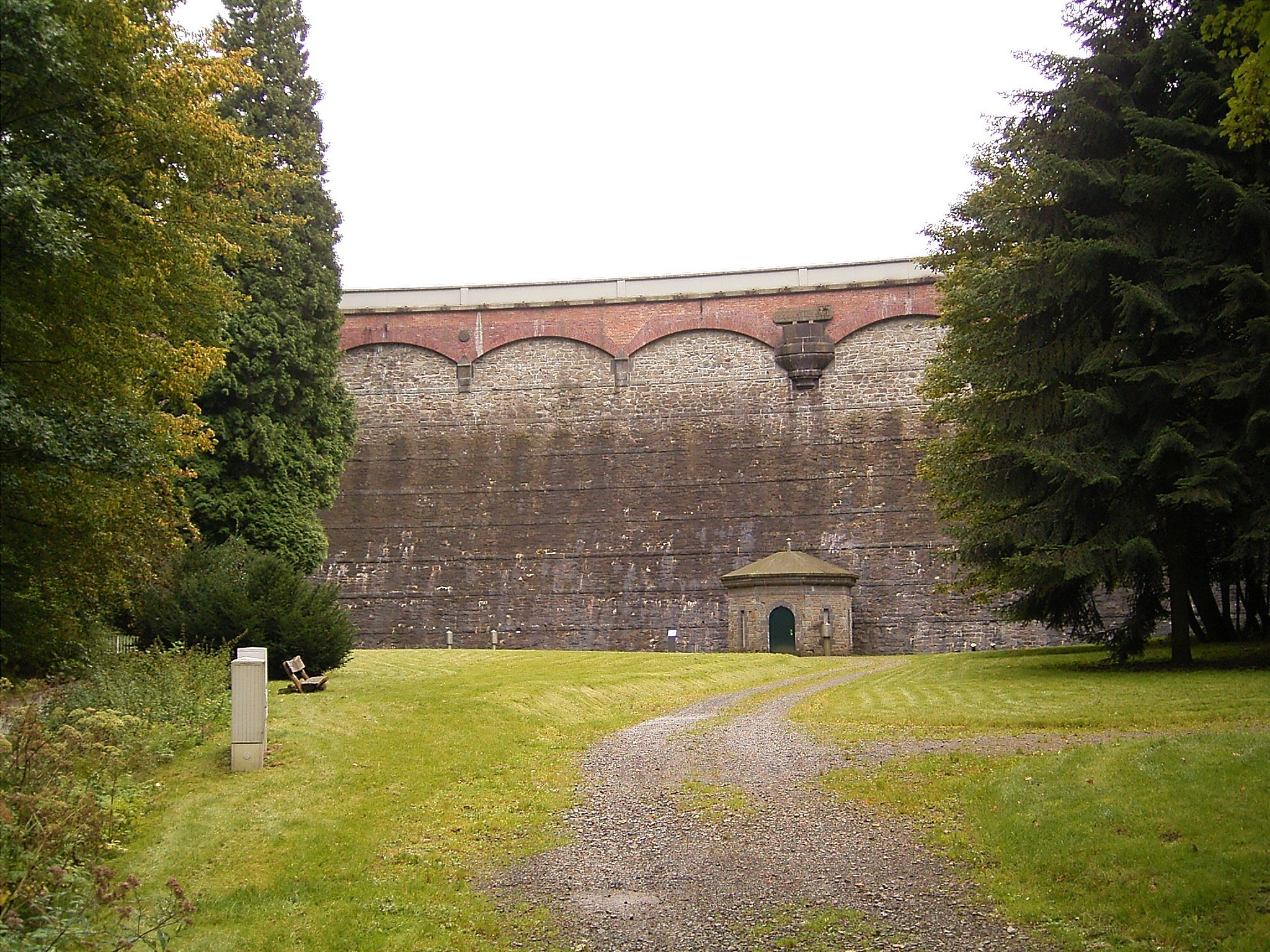
Eschbachtalsperre

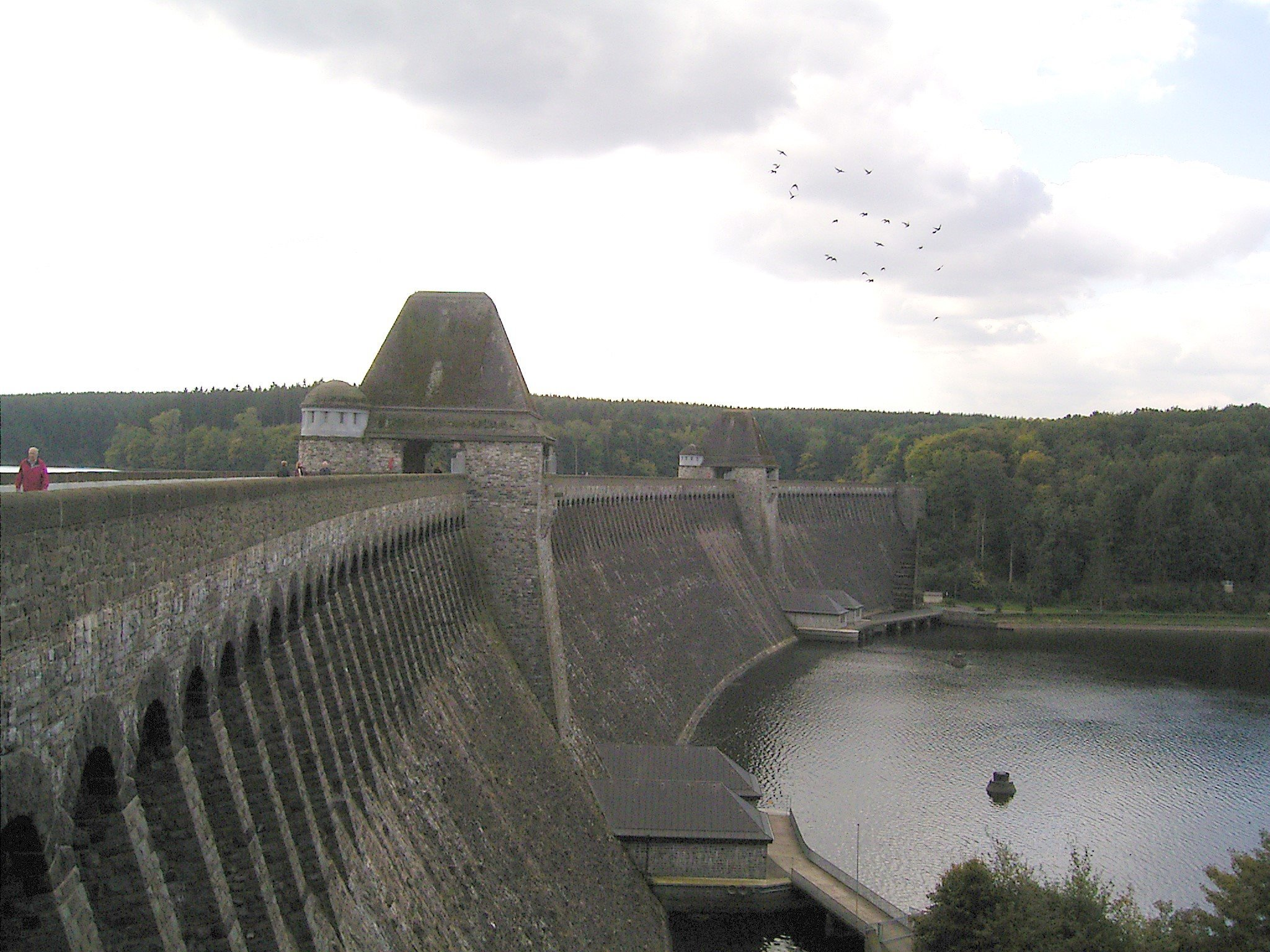
Möhnetalsperre

Bau der Urfttalsperre 1903

Das hätte bereits als Lebenswerk ausgereicht, doch Intzes darüber noch hinausgehende und bis heute nachwirkende Leistung ist die Begründung der modernen Wasserwirtschaft in Deutschland. Er orientierte sich dabei an Frankreich, wo seinerzeit bereits eine Vielzahl von Talsperren mit einem Fassungsvermögen von insgesamt 265 Millionen Kubikmetern errichtet worden war. Auf der 23. Hauptversammlung des Vereins Deutscher Ingenieure (VDI) 1882 in Magdeburg stellte Intze ein Programm für die „rationelle Ausnutzung der Wasserkräfte Deutschlands“ vor. Bei seinem ersten Projekt, das zur Ausführung kam, stand allerdings nicht die Wasserkraftnutzung, sondern die Wasserversorgung im Vordergrund.
Die Stadt Remscheid hatte 1884 ein Wasserwerk mit Grundwasserbrunnen in Betrieb genommen, das für den steigenden Wasserbedarf bald nicht mehr ausreichte. Intze schlug den Bau einer Talsperre vor. Dazu musste er aber zunächst eine Vorstellung von den verfügbaren Wassermengen gewinnen. Er konstruierte deshalb eine mit einem Uhrwerk arbeitende automatische Pegelstation und ließ gleichzeitig an zwei Punkten im Einzugsgebiet den Niederschlag messen. So konnte er ableiten, dass rund drei Viertel des Niederschlags durch den Eschbach abflossen und jährlich im Schnitt mit einer Wasserspende von 3,6 Millionen Kubikmeter zu rechnen war.
Nach Intzes Kalkulationen genügte ein Stauraum von einer Million Kubikmeter, um die Wasserversorgung der Stadt zu sichern sowie den Fabriken im Tal genügend Antriebswasser zu liefern. Dazu musste der Eschbach um 25 Meter aufgestaut werden. Intze entwarf eine Mauer aus Bruchstein, die sich von der Basis zur Krone verjüngte und zur Wasserseite gewölbt war. Stein für Stein von Hand gemauert, war sie nach drei Jahren 1892 vollendet. Nach diesem Muster, dem zweiten Intze-Prinzip, entstanden alle weiteren Intze-Talsperren.
Noch während der Arbeiten an der Eschbachtalsperre wurde Intze an die Wupper gerufen. Dort standen in manchen Jahren die Fabriken vier, fünf Monate wegen Wassermangels still. Er konnte nachweisen, dass sich durch Sammelbecken im Oberlauf das sommerliche Niedrigwasser auf den dreifachen Betrag anheben ließe. Einzelne Wassernutzer blockierten jedoch das Vorhaben. Durch ein Gesetz über die Bildung von Zwangsgenossenschaften wurde dieses Hindernis 1891 aus dem Weg geräumt und das Projekt konnte realisiert werden. Damit erreichte das Stauvolumen aller Talsperren bereits insgesamt 13 Millionen Kubikmeter. Doch das war nur ein Vorspiel für ein weit größeres Vorhaben. Es galt die Wasserversorgung des Ruhrgebiets zu sichern.
Obwohl sich Bergbau und Industrie in der zweiten Hälfte des 19. Jahrhunderts von der Ruhr nach Norden zur Emscher hin ausgebreitet hatten, blieb das Revier weiterhin auf das Wasser aus der Ruhr angewiesen, weil die Emscher durch Abwässer völlig verschmutzt war und die Brunnen infolge der Grundwasserabsenkungen durch den Bergbau kein Wasser mehr gaben. Gegen Ende des 19. Jahrhunderts erreichte die Wasserentnahme aus der Ruhr mehr als 100 Millionen Kubikmeter pro Jahr und es war abzusehen, dass der Fluss bei weiter steigendem Verbrauch im Sommer versiegen würde.
Gestützt auf Untersuchungen von Intze gründeten Städte und Industrie 1899 den Ruhrtalsperrenverein. Durch eine Wassergebühr von 1,5 Pfennig pro 10 Kubikmeter flossen beträchtliche Mittel in einen Fonds und so konnten nach den Planungen von Intze bis 1904 am Oberlauf der Ruhr und ihren Nebenflüssen nicht weniger als sieben Talsperren gebaut werden. Nach seinem Tod wurde das Werk weitergeführt. Unter Leitung von Ernst Link, einem seiner Assistenten, wurde die 135 Millionen Kubikmeter fassende Möhnetalsperre errichtet, die damit allen bis dahin geschaffenen Stauraum weit übertraf.
Parallel zu den Arbeiten an der Ruhr beauftragte die Verwaltung der preußischen Rheinprovinz Intze, Untersuchungen zum Hochwasserschutz an der Rur in der Eifel vorzunehmen. Er erkannte, dass sich auf Grund der Topografie der Hochwasserschutz sehr günstig mit Wasserkraftnutzung kombinieren ließ. Die Rur schlängelt sich, rasch an Höhe verlierend, in einem tief eingeschnittenen Tal durch die Eifel. Mit einem Kraftwerk, nicht am Fuß der Staumauer, sondern flussabwärts gelegen, konnte über einen relativ kurzen Stollen, der die Flussschleifen abschneidet, ein beachtlicher Höhenunterschied genutzt werden. Die beste Stelle für eine Staumauer fand Intze an dem Nebenfluss Urft. Von dort wurde über einen 2,6 Kilometer langen Stollen bis Heimbach ein Gefälle von 110 Metern gewonnen. Das Kraftwerk hatte eine maximale Leistung von 12 Megawatt und war damit kurzfristig das leistungsstärkste in Europa.
Die Urfttalsperre ist eine 58 Meter hohe Bogenstaumauer, die sich von 50 Metern an der Basis bis zur Krone auf 6 Meter verjüngt. Seitlich schließt sich ein Überlauf an, über den bei Hochwasser die Flut in die Tiefe stürzt. Einschließlich der Vorarbeiten dauerte der Bau von 1899 bis 1904. Im Sommer waren bis zu 800 Arbeiter beschäftigt, die hauptsächlich aus Italien sowie Kroatien und Polen kamen.
Gleichzeitig war Intze im entfernten Schlesien tätig. An den Nebenflüssen der Oder aus dem Riesengebirge war es 1888 und 1890 und wiederum im Sommer 1897 zu schweren Überschwemmungen gekommen. Kaiser Wilhelm II. drängte deshalb auf Maßnahmen gegen die Hochwassergefahr. Als Mitglied eines Ausschusses bereiste Intze die betroffenen Gebiete und legte bereits im Februar 1898 relativ detaillierte Vorschläge für Talsperrenprojekte vor. Durch einen Vortrag vor dem technikbegeisterten Kaiser konnte er dessen Unterstützung gewinnen und wurde zudem noch auf Lebenszeit zum Mitglied des Preußischen Herrenhauses ernannt. Damit konnte Intze den Gang der Dinge nun auch auf politischer Ebene maßgeblich beeinflussen.
Im Juli 1900 trat das schlesische Hochwasserschutzgesetz in Kraft, das, wie von Intze vorgeschlagen, auch den Bau von zwei großen Talsperren an Bober und Queis vorsah. Den Anlagen bei Mauer (Pilchowice) und Marklissa (Leśna) wurden wie bei der Urfttalsperre Wasserkraftwerke angegliedert. Die endgültige Ausarbeitung und Fertigstellung der Projekte lag in den Händen von Baurat Curt Bachmann, einem Hirschberger Mitarbeiter Intzes.
Ebenso wie Schlesien war auch Böhmen 1897 an der oberen Görlitzer Neiße von Hochwasser heimgesucht worden. Der zu den Planungen hinzugezogene Intze entwarf nochmals sechs Stauanlagen. Mitten in diesen Arbeiten starb er.
Bis zu diesem Zeitpunkt waren unter der Leitung Intzes elf Talsperren errichtet worden, zwölf weitere waren im Bau und nochmals die gleiche Anzahl befanden sich in unterschiedlichen Studien der Planung und Vorbereitung.

### Vor dem Ersten Weltkrieg gebaute Intze-Talsperren

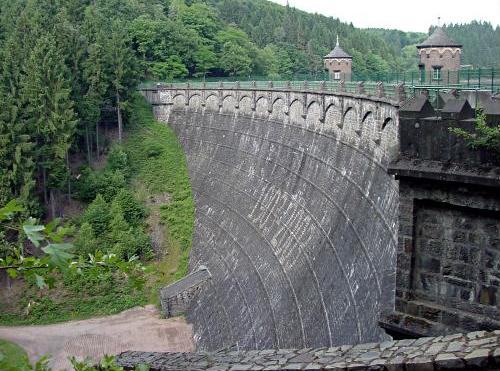
Sperrmauer der Sengbachtalsperre

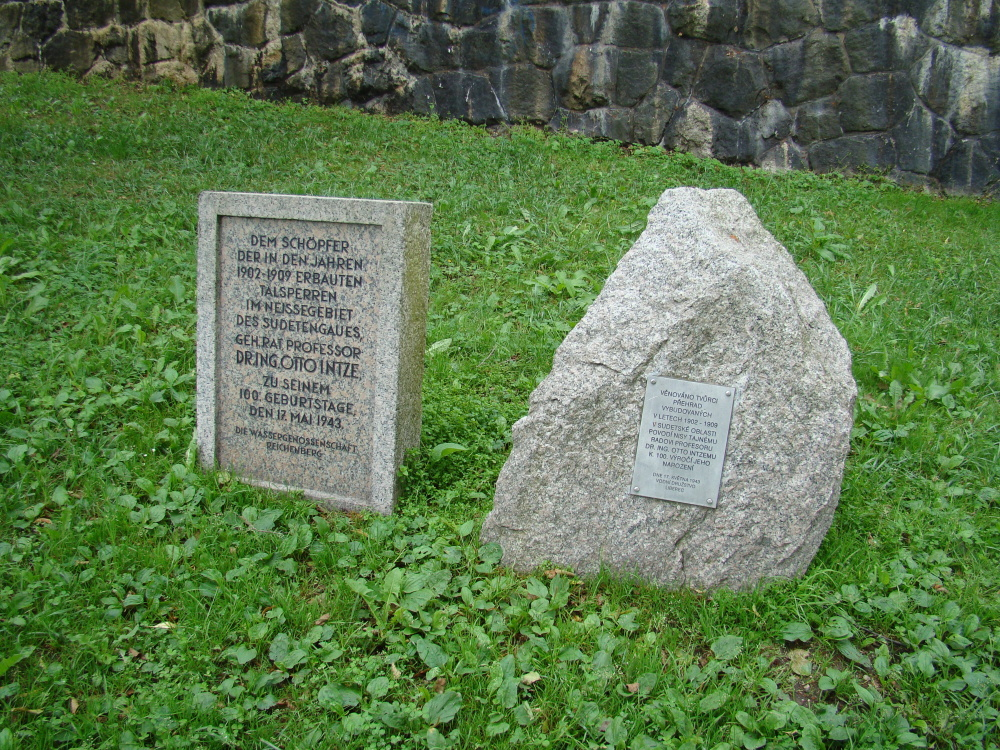
Gedenktafel zu Intzes 100. Geburtstag an der Talsperre Mšeno

In den Jahren 1889 bis 1914 wurden im gesamten Deutschen Reich sowie in Österreich-Ungarn nach den persönlichen Entwürfen Intzes oder nach dem Intze-Prinzip insgesamt über 40 neue Talsperren errichtet (davon neun in Westfalen, sieben im Bergischen Land, sieben in Sachsen, sechs in Böhmen, vier in Schlesien, zwei in der Eifel und eine in Thüringen).
Die folgende Auflistung ist zeitlich nach Fertigstellung sortiert:
- Eschbachtalsperre in Remscheid, die erste deutsche Trinkwasser-Talsperre (erbaut 1889–1891)
- Panzertalsperre in Remscheid-Lennep (auch Lenneper Talsperre genannt, erbaut 1891–1893, nur Begutachtung)
- Talsperre Einsiedel in Sachsen, (erbaut 1891–1894, nur teilweise Intze-Prinzip)
- Heilenbecker Talsperre zwischen Ennepetal und Breckerfeld (erbaut 1894–1896)
- Fuelbecketalsperre im Sauerland (erbaut 1894–1896)
- Bevertalsperre zwischen Hückeswagen, Wipperfürth und Halver (erbaut 1896–1898)
- Lingesetalsperre zwischen Marienheide und Kierspe (erbaut 1897–1899)
- Ronsdorfer Talsperre in Wuppertal (auch Salbachtalsperre genannt, erbaut 1898–1899)
- Herbringhauser Talsperre in Wuppertal (auch Barmer Talsperre genannt, erbaut 1898–1900)
- Sengbachtalsperre bei Solingen (auch Solinger Talsperre genannt, erbaut 1900–1903)
- Talsperre Komotau (Kamenicka-Talsperre) bei Chomutov in Böhmen (erbaut 1900–1904)
- Fürwiggetalsperre zwischen Lüdenscheid und Meinerzhagen (erbaut 1902–1904)
- Ennepetalsperre in Breckerfeld nahe der Grenze zu Radevormwald und Ennepetal (erbaut 1902–1904)
- Talsperre Harcov (Harzdorfer Bach) in Böhmen (erbaut 1902–1904)
- Glörtalsperre zwischen Schalksmühle, Halver und Breckerfeld (erbaut 1903–1904)
- Talsperre Neustadt im Harz (Thüringen) (erbaut 1904–1905)
- Urfttalsperre in der Eifel (erbaut 1900–1905)
- Marklissa-Talsperre (Schlesien) (erbaut 1901–1905)
- Hennetalsperre (bei Meschede) (erbaut 1901–1905)
- Hasper Talsperre in Hagen nahe der Grenze zu Breckerfeld und Ennepetal (erbaut 1901–1905)
- Gothaer Talsperre bei Tambach-Dietharz in Thüringen (erbaut 1902–1906; nur Begutachtung durch Intze)
- Talsperre Bedrichov (Schwarze Neiße, Friedrichswalder Talsperre) in Böhmen (erbaut 1902–1906)
- Jubachtalsperre zwischen Lüdenscheid und Kierspe (erbaut 1904–1906)
- Oestertalsperre zwischen Herscheid und Plettenberg im Sauerland (erbaut 1904–1906)
- Talsperre Fojtka (Voigtsbach) in Böhmen (erbaut 1904–1906)
- Talsperre Mlynice (Mühlscheibe) in Böhmen (erbaut 1904–1906)
- Wölfelsgrunder Talsperre (Schlesien) (erbaut 1905–1907)
- Talsperre Neunzehnhain I in Sachsen (erbaut 1905–1908)
- Talsperre Werda in Sachsen (erbaut 1904–1909)
- Talsperre Mseno (Grünwalder Wasser) in Böhmen (erbaut 1906–1909)
- Neyetalsperre nördlich von Wipperfürth (erbaut 1908–1909)
- Bobertalsperre Mauer bei Hirschberg in Schlesien (erbaut 1904–1911)
- Dreilägerbachtalsperre bei Roetgen in der Eifel (erbaut 1909–1911)
- Kerspetalsperre zwischen Wipperfürth, Halver und Kierspe-Rönsahl (erbaut 1908–1912, Inbetriebnahme 1913)
- Listertalsperre zwischen Attendorn und Meinerzhagen im Sauerland (erbaut 1908–1912)
- Talsperre Malter in Sachsen (erbaut 1908–1913)
- Möhnetalsperre (erbaut 1908 bis 1913)
- Talsperre Parisov bei Parisov in Böhmen (erbaut 1908–1913)
- Dhrontalsperre bei Heidenburg (erbaut 1911–1913)
- Edertalsperre in Hessen (erbaut 1908–1914)
- Talsperre Klingenberg in Sachsen (erbaut 1908–1914)
- Talsperre Janov (Talsperre Brüx; heute Most) Böhmen (erbaut 1910–1914)
- Talsperre Neunzehnhain II in Sachsen (erbaut 1911–1914)
- Brucher Talsperre bei Marienheide (erbaut 1912–1914)
- Talsperre Euba in Sachsen (erbaut 1912–1914)
- Lomnitztalsperre bei Krummhübel in Schlesien (erbaut 1910–1915)
- Krausebauden-Talsperre bei Spindlermühle im Riesengebirge (erbaut 1911–1916)
- Schlesiertalsperre (Weistritztalsperre) in Schlesien (erbaut 1912–1917)

Folgende Talsperren wurden zwar unter Mitwirkung von Intze projektiert, sind aber Staudämme und keine Staumauern nach dem Intze-Prinzip:

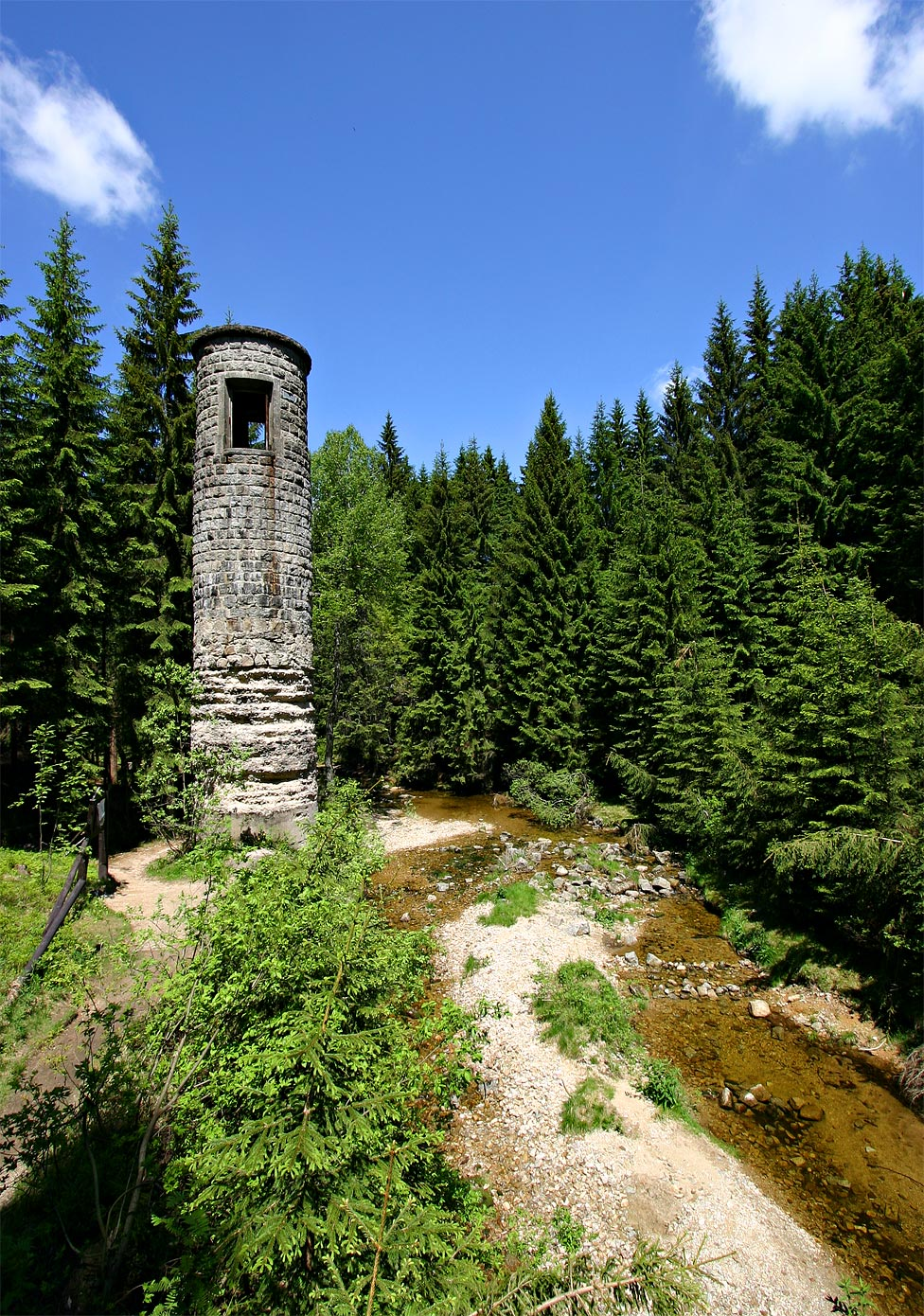
Kontrollturm der gebrochenen Talsperre an der Weißen Desse

- Darretalsperre bei Dessendorf in Böhmen (erbaut 1911–1915)
- Talsperre an der Weißen Desse bei Dessendorf in Böhmen (erbaut 1912–1915)

### Nach dem Ersten Weltkrieg gebaute Intze-Talsperren
Folgende Talsperren wurden nach dem Ersten Weltkrieg nach Intzes Plänen vollendet oder nach dem Intze-Prinzip errichtet:
- Talsperre Goldentraum in Schlesien (erbaut 1919–1924)
- Diemeltalsperre in Hessen/Nordrhein-Westfalen (erbaut 1920–1924)
- Talsperre Muldenberg im Vogtland/Sachsen (erbaut 1920–1925)
- Talsperre Carlsfeld in Sachsen (erbaut 1926–1929)
- Talsperre Saidenbach in Sachsen (erbaut 1929–1933)

### Die Intze-Talsperren heute

Hennetalsperre um 1900

Angesichts von Talsperrenkatastrophen in anderen Ländern stellte Intze höchste Anforderungen an die Sicherheit der Bauwerke. So sorgte er dafür, dass die Mauern stets einige Meter tief in den gewachsenen Fels gegründet wurden. Das Mauerwerk wurde in der Regel aus Bruchstein von festen Gesteinen hergestellt. Besonderes Augenmerk richtete Intze auf die Zusammensetzung des Mörtels. Er benutzte eine Mischung aus Kalk, Sand und Trass, einem vulkanischen Gestein aus der Eifel. Trass enthält Kieselsäure und dadurch bildet sich beim Aushärten ein kieselsaurer, besonders fester Kalk. Deshalb wurde Trass aus der Eifel sogar bei den Staumauern in Schlesien eingesetzt.
Zur Wasserseite hin wurde die Mauer gewölbt, damit sich die unvermeidlichen Längenänderungen aufgrund von Temperatur- und Druckschwankungen besser ausgleichen konnten und sich keine Risse bildeten, was gerade bei Staumauern in Frankreich wiederholt beobachtet worden war. An der Wasserseite wurden die Mauern mit einem 2,5 Zentimeter dicken Zementputz versehen und darauf zur weiteren Abdichtung ein mehrfacher Anstrich von einem zähen Teer (Siderosthen) angebracht. Wasser, das trotz allem in das Mauerwerk eindrang, sollte in eingemauerten Drainage-Röhren aus Ton aufgefangen und abgeleitet werden. Am Fundament wurde eine eineinhalb Meter dicke Schicht aus Ton und Lehm angebracht und massiv mit Erde überdeckt. Mit diesem „Intze-Keil“ sollte verhindert werden, dass Wasser ins Fundament eindringt und die Mauer durch den Sohlwasserdruck angehoben wird.
Intze war überzeugt, dass durch seine Vorkehrungen die Mauern „so gut wie ewig halten“ würden. Doch trotz aller Sorgfalt traten nach etlichen Jahrzehnten mehr oder minder große Leckagen auf. Die Hennetalsperre an einem Nebenfluss der Ruhr, die Intze schon während der Bauzeit wegen der schwierigen geologischen Verhältnisse als sein „Schmerzenskind“ bezeichnet hatte, wurde 1949 aufgegeben und abgerissen, da das gestaute, kohlensäurehaltige Wasser die Staumauer angegriffen und den kalksteinhaltigen Felsuntergrund ausgehöhlt hatte.
Die Talsperre an der Weißen Desse, an deren Projektierung Intze noch kurz vor seinem Tod beteiligt war, brach wegen ungenügender Abdichtung, kriegsbedingter Materialknappheit und Projektierungsfehlern wie mangelhafter Beachtung des Untergrundes am 18. September 1916, ein Jahr nach ihrer Fertigstellung. Dieses Unglück forderte 62 Tote. Heute sind von dieser Talsperre nur noch der Kontrollturm und ein Verbindungsstollen zur benachbarten Darretalsperre erhalten.
Eine Generaluntersuchung in der Zeit um 1980, die aufgrund neuer DIN-Normen erforderlich wurde, brachte ans Licht, dass bei nahezu allen Mauern erhebliche Sohlwasserdrücke vorhanden waren. Nicht nur hatte sich der Intze-Keil als weitgehend wirkungslos erwiesen, auch durch den gewachsenen Fels hatten sich, was zu Intzes Zeiten allerdings noch nicht beachtet wurde, erhebliche Wasserdrücke aufgebaut. Das machte eine grundlegende Sanierung der Talsperren unumgänglich. Dabei kamen je nach Art der Defekte verschiedene Maßnahmen zur Anwendung. Die Mauern wurden durch vorgehängte Betonschalen oder reißfeste Kunststofffolien abgedichtet, in den Untergrund wurde Zement injiziert, oder der Wasserdruck unter und in der Mauer wurde durch Drainagestollen abgebaut. Viele Talsperren erhielten auf der Gründungssohle einen Kontrollstollen, der durch Sprengung oder Tunnelbohrmaschinen aufgefahren wurde. Im Zuge der Sanierungen wurde auch eine umfassende Ausrüstung mit Messinstrumenten vorgenommen.
Die Kosten beliefen sich je nach Größe der Mauer und Art der Schäden auf 3 bis 30 Millionen Euro. Damit sind die 100 Jahre alten Intze-Mauern aber ein weiteres Jahrhundert für einen sicheren Betrieb gerüstet.

## Ehrungen

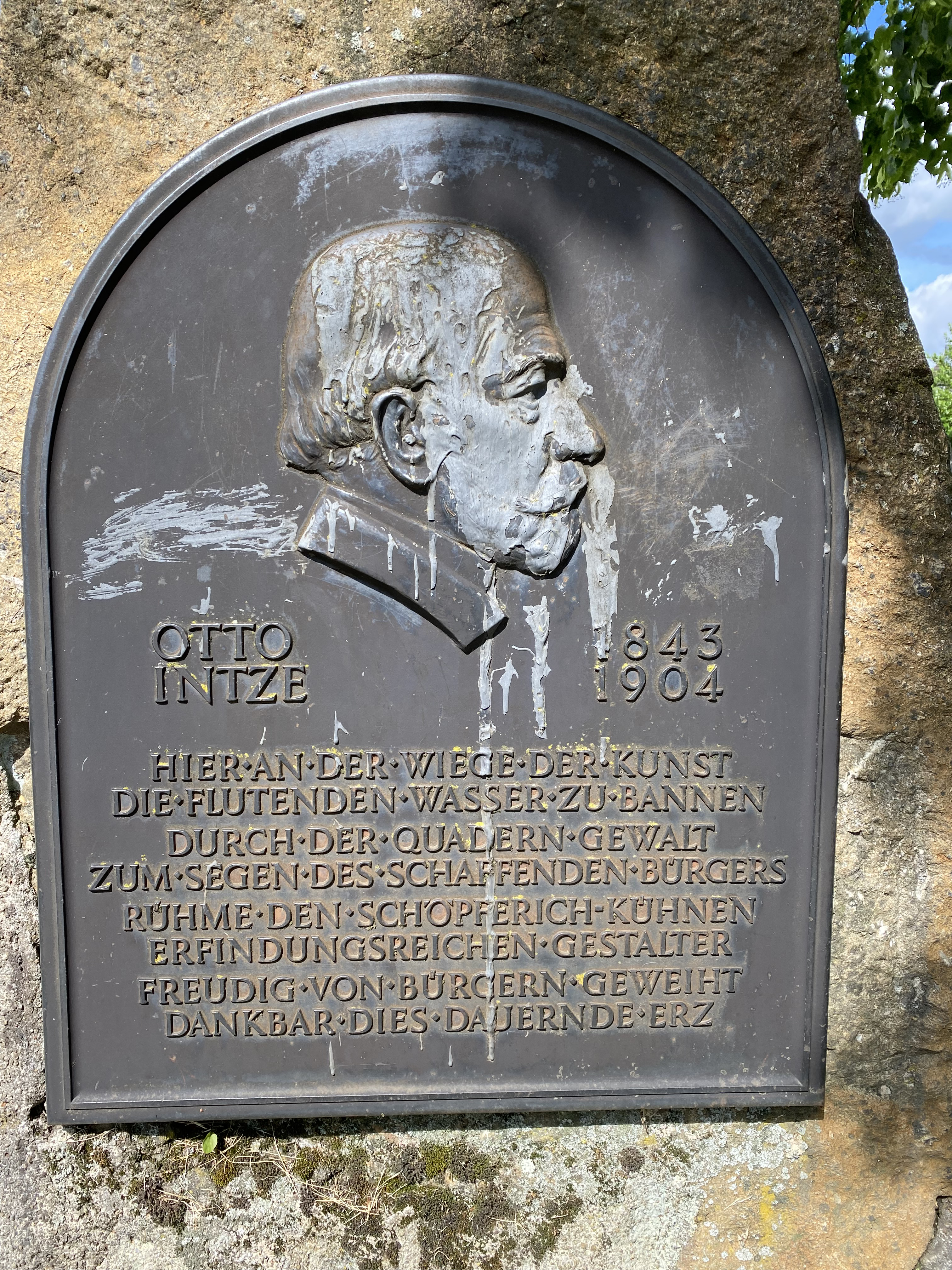
Gedenktafel am Intzeplatz (Remscheid)

- 1893 ernannte die Stadt Remscheid Intze zum Ehrenbürger.
- In Remscheid-Süd wurden die Intzestraße und der Intzeplatz nach Intze benannt
- 1902 verlieh ihm die Technische Hochschule Dresden die Ehrendoktorwürde (Dr.-Ing. E. h.).
- Mit der Berufung in das Preußische Herrenhaus wurde Intze zum Geheimen Baurat ernannt.
- 1894 wurde er mit der Grashof-Denkmünze des Vereins Deutscher Ingenieure ausgezeichnet.
- Zahlreiche Denkmäler, Büsten und Gedenktafeln in ganz Deutschland ehren das Lebenswerk von Intze, so beispielsweise:
- Intzebüste an der RWTH[1] und
- Gedenktafel auf dem Intzeplatz in Remscheid.[2]
- Gedenktafel am Wohnhaus Breesener Straße 21 (Laage), sein Geburtshaus

## Trivia
- In Breslau wurden 2002 bei der Renovierung des Gebäudes der ehemaligen Technischen Hochschule Breslau an der Fassade des Hauptgebäudes neun Porträt-Medaillons bedeutender Techniker, Ingenieure und Wissenschaftler wiederentdeckt, darunter auch Otto Intze. Die Medaillons wurden 1927 von dem Bildhauer und Kunsthistoriker Kurt Bimler geschaffen, der bis 1945 am Institut für Architektur der Technischen Hochschule Breslau lehrte. Die Anbringung der Medaillons steht im Zusammenhang mit dem Ausbau und der Erweiterung der Hochschule zwischen 1925 und 1928.
- In der Stadt Laage befindet sich seit 1937 an Intzes Geburtshaus in der Breesener Straße 21 eine Gedenktafel. Das Geburtshaus wurde im Jahr 2004 umfangreich saniert.
- In Aachen gibt es ein 1966 erbautes Studentenwohnheim in Form eines Hochhauses, das Otto-Intze-Haus (OIH) , und eine Intze-Straße, die nach ihm benannt sind.
- Wassertürme in der Intze-Bauform existieren u. a. noch in Oberhausen (1897), Essen-Steele (1897), Berlin-Hohenschönhausen (1901/1902), in Berlin-Spandau (1907) und Eilenburg (1916, Behälter in Eisenbeton).

## Schriften
- Rationelle Ausnutzung der Wasserkräfte Deutschland. In: Wochenschrift des Vereins Deutscher Ingenieure 1882, Nr. 41.
- Das Wasserwerk der Stadt Düren und neuere ausgeführte Wassertürme, Öl- und Gasbehälter. Berlin 1886.
- Die bessere Ausnützung des Wassers und der Wasserkräfte. Berlin 1889.
- Die Wasserverhältnisse Ostpreussens. Berlin 1894.
- Gutachten über die Nutzbarmachung erheblicher Wasserkräfte durch den Masurischen Schiffahrtskanal. Berlin 1896.
- Beantwortung der im Allerhöchsten Erlasse vom 28. Februar 1892 gestellten Frage B: „Welche Maßregeln können angew. werden um für die Zukunft der Hochwassergefahr und den Überschwemmungsschäden soweit wie möglich vorzubeugen?“ für das Oderstromgebiet, Bober und Queis. 1898.
- Die bessere Ausnutzung der Gewässer und Wasserkräfte. Sonder-Abdruck aus der Zeitschrift des Vereins Deutscher Ingenieure, Berlin 1889.
- Über die Wasserverhältnisse im Gebirge. Hannover 1900.
- Entwicklung des Thalsperrenbaus in Rheinland und Westfalen bis 1903. Aachen 1903.
- Die geschichtliche Entwicklung, die Zwecke und der Bau der Talsperren. In: Zeitschrift des Vereines Deutscher Ingenieure 50. Jahrgang 1906, Nr. 18.